# Escadrila „Liliacul”
Escadrila „Liliacul” (titlul original: în germană Geschwader Fledermaus) este un film dramatic est-german, realizat în 1958 de regizorul Erich Engel, 
după piesa de teatru omonimă a scriitorului Rolf Honold, protagoniști fiind actorii Wolfgang Heinz, Christine Laszar, Günther Simon, Kurd Pieritz.

## Rezumat
În 1954, o escadrilă americană de transport formată din veterani din Al Doilea Război Mondial, neoficial numită escadrila „Liliacul”, condusă de fostul general Lee, sprijină la cererea guvernului francez pentru o sumă mare de bani, armata colonială franceză din Vietnam. Inițial, misiunea era destinată numai transportului răniților francezi, dar pe măsură ce înaintarea Armatei de Eliberare Vietnameză care începe să îi încercuiască pe francezi, escadrila transportă pentru o plată mai mare și muniție, ignorând convenția internațională. Situația piloților „Lilieci”, numiți astfel pentru că zburau mai mult noaptea, devine tot mai dificilă iar pilotul șef Bryk refuză să mai zboare, deoarece echipajele nu se mai întorceau din misiune fiind tot mai des doborâte de antiaeriana vietnameză. Armata franceză apare în lagăr pentru arestarea interpretei Thao, pentru spionaj. Bryk o salvează și fuge cu ea în zona eliberată de Viet Minh...

## Distribuție
- Wolfgang Heinz – generalul Lee
- Christine Laszar – Ruth „Flessy” Flessing
- Günther Simon – Tex „Stan” Stankowsky
- Kurd Pieritz – Mitch Bryk, pilot
- Werner Lierck – Sam Kirby, pilot
- Otto Stark – Leo Cayman, pilot
- Gerhard Frei – Percy Brown, pilot
- Horst Schön – Smart Lewis, pilot
- Dom de Beern – John Cainfield, pilot
- Norbert Christian – Terry Varney, pilot
- Hans Walter Clasen – Andy West, pilot
- Nguyen Thi Hoa – Thao, translatoarea vietnameză
- Nguyen Danh Tan – Dong, studentul vietnamez
- Wolf Martini – colonelul D'Allard
- Johann Krittel – locotenentul Lambert
- Benno Bentzin – locotenentul major Matthieu
- Thea Elster – Sandra Seyler